# 1675
1675 (MDCLXXV) var ett normalår som började en tisdag i den gregorianska kalendern och ett normalår som började en fredag i den julianska kalendern.

## Händelser

### April
- April – Sydgeorgien upptäcks av den engelske handelsresanden Anthony de la Roché.[1]

### Juni
- 5 juni – Nederländerna förklarar Sverige krig.
- 15 juni – Svenskarna besegras av brandenburgarna i överrumplingen vid Rathenow.
- Juni – Karl XI förlovas med Ulrika Eleonora av Danmark i ett försök att dämpa osämjan med grannlandet.
- 18 juni – Brandenburg segrar mot Sverige i slaget vid Fehrbellin

### Juli
- 8 juli – Tysk-romerske kejsaren förklarar Sverige krig.

### Augusti
- 10 augusti – Observatoriet i Greenwich börjar byggas.

### September
- 2 september – Danmark förklarar Sverige krig varvid Skånska kriget utbryter.
- 28 september – Karl XI kröns i Uppsala. Härvid uppstår diskussioner om att återuppta reduktionen, vilket har aktualiserats av det nya krigsläget.

### November
- 5–10 november – Danskarna belägrar och erövrar Wolgast.

### December
- 13 december – Danskarna intar staden Wismar.

### Okänt datum
- Karl XI fråntar högadeln dess gårdsrätt, vilken den tillskansade sig 1671. Den har inte tillämpats på storgodsen sedan 1400-talet, men väl på de kungliga slotten.
- Fem kvinnor avrättas i en trolldomsprocess i Gävle och samma år hålls de första häxrättegångarna i Stockholm.
- En svensk förordning utfärdas om att zigenare skall tas ut till krigstjänst.
- Byggandet av Sankt Paulskatedralen i London påbörjas. Den står klar 1708.

## Födda
- 16 januari – Louis de Rouvroy, hertig av Saint-Simon, fransk diplomat, militär och memoarförfattare.
- 21 januari - Sibylla av Sachsen-Lauenburg, tysk regent.
- 27 januari – Erik Benzelius d.y., svensk ärkebiskop 1742–1743.
- 31 mars – Benedictus XIV, född Prospero Lorenzo Lambertini, påve 1740–1758.
- 9 maj – Anders Örbom, svensk militär.

## Avlidna
- 5 januari – Dorothy Maijor, engelsk, skotsk och irländsk lordprotektorgemål 1658–1659 (gift med Richard Cromwell)
- 23 oktober – Taj ul-Alam, regerande sultaninna av Aceh.
- 11 november – Thomas Willis, engelsk vetenskapsman.
- 15 december – Jan Vermeer, nederländsk konstnär.
- Bathsua Makin, engelsk författare och feminist.

### Fotnoter
1. ↑  World Statesmen